# Camino (film)
Camino è un film del 2008 diretto da Javier Fesser.